# WNBA Defensive Player of the Year Award
Il "Women's National Basketball Association Defensive Player of the Year Award" è il premio assegnato al miglior difensore della lega.
- 1997 - Teresa Weatherspoon, New York Liberty
- 1998 - Teresa Weatherspoon, New York Liberty
- 1999 - Yolanda Griffith, Sacramento Monarchs
- 2000 - Sheryl Swoopes, Houston Comets
- 2001 - Debbie Black, Miami Sol
- 2002 - Sheryl Swoopes, Houston Comets
- 2003 - Sheryl Swoopes, Houston Comets
- 2004 - Lisa Leslie, Los Angeles Sparks
- 2005 - Tamika Catchings, Indiana Fever
- 2006 - Tamika Catchings, Indiana Fever
- 2007 -  Lauren Jackson, Seattle Storm
- 2008 - Lisa Leslie, Los Angeles Sparks
- 2009 - Tamika Catchings, Indiana Fever
- 2010 - Tamika Catchings, Indiana Fever
- 2011 - Sylvia Fowles, Chicago Sky
- 2012 - Tamika Catchings, Indiana Fever
- 2013 - Sylvia Fowles, Chicago Sky
- 2014 - Brittney Griner, Phoenix Mercury
- 2015 - Brittney Griner, Phoenix Mercury
- 2016 - Sylvia Fowles, Minnesota Lynx
- 2017 - Alana Beard, Los Angeles Sparks
- 2018 - Alana Beard, Los Angeles Sparks
- 2019 - Natasha Howard, Seattle Storm
- 2020 - Candace Parker, Los Angeles Sparks
- 2021 - Sylvia Fowles, Minnesota Lynx
- 2022 - A'ja Wilson, Las Vegas Aces
- 2023 - A'ja Wilson, Las Vegas Aces
- 2024 - Napheesa Collier, Minnesota Lynx